# Anaspis koenigi
Anaspis koenigi es una especie de coleóptero de la familia Scraptiidae.

## Distribución geográfica
Habita en Kurdistán.